# Речман Віктор Федорович
Віктор Федорович Речман (нар. 8 травня 1939 — пом. 17 серпня 2020, Москва, Росія) — радянський та російський актор театру та кіно, заслужений артист Росії (1999).

## Біографія
Народився 8 травня 1939 року. В 1964 закінчив Театральний інститут імені Бориса Щукіна (курс Ганни Орочко , Юрія Катіна-Ярцева). Працював у театрах Волгограда та Твері.
У 1966 році увійшов до трупи Московського театру імені Ленінського Комсомолу (нині Лєнком), де служив до кінця життя, зігравши понад 30 ролей у спектаклях.
Помер 17 серпня 2020 року в Москві.

## Нагороди
- Заслужений артист Росії (1999).

## Роботи у театрі

### Ленком
- 1965 — «Знімається кіно», режисер Анатолій Ефрос, Лев Дуров
- 1973 — «Автоград-XXI», режисер Марк Захаров
- 1974 — «Тіль Уленшпігель», режисери Марк Захаров, Юрій Махаєв
- 1975 — «У списках не значився», режисери Марк Захаров, Юрій Махаєв
- 1975 — «Іванов», режисери Сергій Штейн, Марк Захаров
- 1977 — «Гамлет», режисер Андрій Тарковський
- 1989 — «Мудрець», режисер Марк Захаров
- 1989 — «Поминальна молитва», режисер Марк Захаров
- 1995 — «Королівські ігри», режисери Марк Захаров, Юрій Махаєв
- 2001 — «Блазень Балакірєв», режисери Марк Захаров, Юрій Махаєв

## Фільмографія
1. 1960 — Дівоча весна — епізод (немає в титрах)
2. 1960 — Повість полум'яних літ — епізод (немає в титрах)
3. 1964 — Викликаємо вогонь на себе (1-я серия) — німець
4. 1964 — Страчені на світанку — Михайло Канчер, народоволець-сигнальщик
5. 1967 — Шлях до «Сатурна» — німецький диверсант, в перший день війни
6. 1973 — Ватра на снігу
7. 1973 — Океан — Святослав Куклін, капітан третього рангу
8. 1974 — Фронт без флангів — епізод
9. 1978 — Літня поїздка до моря — епізод
10. 1979 — За даними карного розшуку... — Шантрель, одеський бандит, він же Генріх Карлович Гоппе, він же Григорій Кирилович Гопа з Харкова
11. 1990 — Там, де ми бували… — німецький льотчик
12. 2005 — Варвар та єретик — обер-кельнер
13. 2011 — Блазень Балакірєв — Петро Павлович Шафіров, віце-канцлер